# 쥘리 클라리
마리 줄리 클라리(Marie Julie Clary, 1771년 12월 26일 ~ 1845년 4월 7일)는 조제프 보나파르트의 아내이며, 스웨덴의 칼 14세의 왕비 데지레 클라리의 언니이다.
프랑스 마르세유의 유복한 비단 상인 에티엥 클라리(Étienne François Clary, 1725년 - 1794년) 와 그의 두 번째 아내 프랑스와즈 로제(Françoise Rose Somis, 1737년 - 1815년)의 장녀로 태어났으며, 1794년 8월 1일에 나폴레옹 보나파르트의 형인 조제프와 결혼식을 올렸다. 남편이 나폴리 왕(1806년)과 스페인 왕(1808년)으로 즉위함에 따라, 그녀 역시 왕비가 되었다.
줄리는 조제프와의 사이에서 세 명의 딸을 낳았으나, 한 명은 요절하고 만다.
| 전임 오스트리아의 마리아 카롤리나 | 나폴리 왕비 1806년 3월 30일 ~ 1808년 6월 6일 | 후임 카롤린 보나파르트 |

| 전임 파르마의 마리아 루이사 | 스페인 왕비 1808년 6월 8일 ~ 1813년 12월 11일 | 후임 포르투갈의 마리아 이사벨 |